# Дружба (Каскеленский район)
Дружба — упразднённое село в Карасайском районе Алматинской области Казахстана. На момент упразднения являлось административным центром Ленинского сельсовета. В 1991 году включено в состав города Алма-Ата.

## География
Располагалось на правом берегу реки Каргалинка. Ныне микрорайон Достык.

## Население
По данным всесоюзной переписи 1989 года в селе проживало 10254 человека, из которых русские составляли 23 % населения, уйгуры — 56 %.